# Bernard Casoni
Bernard René Michel Casoni, född 4 september 1961 i Cannes, är en fransk fotbollstränare som sedan 2021 är huvudtränare för marockanska Oujda. Under sin aktiva karriär så spelade Casoni bland annat för Marseille, med vilka han vann tre ligatitlar samt Champions League med. Han gjorde även 30 landskamper för Frankrikes landslag och var med under EM 1992.
Som tränare har Casoni bland annat fört Évian från Championnat National till Ligue 1 efter att ha blivit uppflyttade två år i följd. Han har även varit tränare för bland andra Marseille, Bastia och Auxerre i Frankrike. 2004-2005 var han förbundskapten för Armenien.

## Meriter

### Som spelare
Marseille
- Ligue 1: 1991, 1992, 1993
- Ligue 2: 1995
- Champions League: 1993